# Sex, Lies, and Videotape
Sex, Lies, and Videotape (en Hispanoamérica, Sexo, mentiras y video; en España, Sexo, mentiras y cintas de vídeo) es una película estadounidense de 1989 escrita y dirigida por Steven Soderbergh, con James Spader, Andie MacDowell, Peter Gallagher y Laura San Giacomo como actores principales. Cuenta la historia de un hombre que graba mujeres hablando de su sexualidad, y su impacto en las relaciones de un matrimonio en crisis y en la hermana menor de la esposa.
Se estrenó el 20 de enero de 1989 en el Festival de Cine de Sundance, donde ganó el premio del público. Posteriormente fue presentada en la sección a concurso del Festival de Cannes de 1989 y galardonada con la Palma de Oro. Influyó en la revolución del movimiento del cine independiente de principios de los 1990. En 2006, Sexo, mentiras y video fue incorporada al Registro Nacional de Cine de la Biblioteca del Congreso de los Estados Unidos al ser considerada "cultural, histórica o estéticamente significativa".

## Argumento
Ann y John Mullaney son una joven pareja de Baton Rouge, Luisiana, que se encuentra pasando por una crisis matrimonial. Ann no es buena en la cama, y John sostiene una relación con su cuñada, la alocada y extrovertida Cynthia; todo da como resultado que el matrimonio no tiene relaciones sexuales, ni John busca a Ann, ni Ann siente deseos por John. 
A raíz de la situación, Ann asiste a terapia psicológica, donde descubre que está más preocupada por cosas sobre las que no tiene control, como la disposición de las basuras, que en el sexo. Graham Dalton es un antiguo compañero de universidad de John. Después de nueve años, vuelve a vivir en Baton Rouge. 
John lo invita a quedarse en su casa mientras encuentra apartamento. Cuando Graham llega, encuentra sola a Ann, e inmediatamente hacen química. Durante la cena, John hace sentir mal a Graham con comentarios sobre la personalidad bohemia de Graham, su indumentaria, sus aventuras en la universidad, y su antigua novia, Elizabeth, que también vive en Baton Rouge.

## Reparto
- James Spader: Graham Dalton.
- Andie MacDowell: Ann Bishop Mullany.
- Peter Gallagher: John Mullany.
- Laura San Giacomo: Cynthia Patrice Bishop.
- Ron Vawter: Terapeuta.
- Alexandra Root: Mujer en el video.
- Steven Brill: Borrachín.
- Earl Taylor: Propietario.
- David Foil: Colega de John.

## Producción
La película fue escrita por Steven Soderbergh en ocho días en un bloc tamaño oficio color amarillo durante un viaje a través de los Estados Unidos (aunque, como señala Soderbergh en su comentario del DVD, había estado pensando en la película durante un año).
El comentario de Soderbergh también revela que había concebido el personaje de Andie MacDowell teniendo en mente a Elizabeth McGovern, pero al agente de McGovern no le gustó el guion de forma que McGovern ni siquiera alcanzó a leerlo. Laura San Giacomo, quien era representada por la misma agencia, tuvo que amenazar con renunciar para interpretar a Cynthia. Soderbergh estuvo reacio a hacerle la audición a MacDowell, pero ella lo sorprendió, obteniendo el papel después de dos audiciones extremadamente exitosas. El papel de John pudo haber sido interpretado por Timothy Daly, pero retrasos para completar la financiación de la película condujeron a que Peter Gallagher obtuviera el papel.
La fotografía principal se realizó durante 30 días en Baton Rouge, Luisiana.

## Crítica
Sexo, mentiras y video fue bien recibida en su lanzamiento en 1989, y mantiene un puntaje "certified fresh" de 98% en Rotten tomatoes basado en 43 críticas, con un puntaje promedio de 7,9 sobre 10. El consenso dice que "En su estreno directivo, Steven Soderbergh demuestra una maestría en su oficio mucho más allá de sus años, reuniendo a un reparto sobresaliente y un guion inteligente para una película matizada y madura sobre la neurosis y la sexualidad humana". La película también tiene un puntaje de 86 sobre 100 en Metacritic, basado en 17 opiniones que indican 'universal acclaim'.

## Premios y candidaturas
| Fecha | Premio                            | Categoría                          | Receptor(es)      | Resultado |
| ----- | --------------------------------- | ---------------------------------- | ----------------- | --------- |
| 1989  | Festival de Cannes                | Palma de Oro                       |                   | Ganadora  |
| 1989  | Festival de Cannes                | Mejor interpretación masculina     | James Spader      | Ganador   |
| 1990  | Independent Spirit Awards         | Mejor película                     |                   | Ganadora  |
| 1990  | Independent Spirit Awards         | Mejor director                     | Steven Soderbergh | Ganador   |
| 1990  | Independent Spirit Awards         | Mejor actriz principal             | Andie McDowell    | Ganadora  |
| 1990  | Independent Spirit Awards         | Mejor actriz secundaria            | Laura San Giacomo | Ganadora  |
| 1990  | Golden Globes                     | Mejor actriz en un papel dramático | Andie McDowell    | Candidata |
| 1990  | Golden Globes                     | Mejor actriz de reparto            | Laura San Giacomo | Candidata |
| 1990  | Golden Globes                     | Mejor guion original               | Steven Soderbergh | Candidato |
| 1990  | Premios Óscar                     | Mejor guion original               | Steven Soderbergh | Candidato |
| 1989  | Círculo de Críticos de Nueva York | Mejor película                     |                   | Candidato |
| 1989  | Premios César                     | Mejor película extranjera          |                   | Candidato |
| 1990  | BAFTA                             | Mejor actriz secundaria            | Laura San Giacomo | Candidata |
| 1990  | BAFTA                             | Mejor guion original               | Steven Soderbergh | Candidato |

En el Festival de Cannes, la película ganó, además de la Palma de Oro, el Premio FIPRESCI. También ganó un Premio de la Audiencia en el Sundance Film Festival. Soderbergh fue nominado a un Óscar por el guion. En 2006, sexo, mentiras y video fue seleccionada y preservada por el Registro Nacional de Cine al ser considerada "cultural, histórica o estéticamente significativa".
American Film Institute
- AFI's 100 años...100 Películas: Nominada.[7]

## Importancia
sexo, mentiras y video es importante en la historia del cine por elevar el perfil del cine independiente. En su libro Down and Dirty Pictures, Peter Biskind explica que el éxito internacional sin precedentes de esta película de bajo presupuesto fue decisivo para el boom del cine independiente de los 1990. La película también es importante por haber lanzado la carrera de Steven Soderbergh, quien se convirtió en un importante director tanto de películas comerciales como de cine arte, y por lanzar o propulsar la carrera de muchos actores. Antes de la película, la actriz principal Andie MacDowell era conocida principalmente como modelo, cuya actuación completa en Greystoke: The Legend of Tarzan, Lord of the Apes había sido doblada por Glenn Close. La película también es significativa ya que presentó a James Spader en el papel de un protagonista amable, ya que en muchas de sus películas anteriores era más conocido por hacer el papel de villano o el niño bien y pretencioso (en particular, Pretty in Pink y Less Than Zero).
La película también es notable por ser el primer trabajo exitoso del estudio de cine independiente de Miramax en una década. Con ella y con Mi pie izquierdo (lanzada más tarde en 1989), Miramax se convirtió en el estudio más estrechamente asociado al cine independiente de calidad. Hacia mediados de los años 1990, Miramax se había expandido a distribuir las películas de muchos cineastas independientes como Quentin Tarantino, Kevin Smith y Woody Allen.

## Distribución casera
El DVD incluye un "diálogo con el director" entre Soderbergh y el dramaturgo/director Neil LaBute, grabado en 1998. La presencia de LaBute conduce a tangentes conversacionales que no tienen relación con la película, aunque la mayoría de las tangentes se relacionan con la pregunta sobre qué significa ser director, y tienen la intención, como Soderbergh resume al final, de "desmitificar" el proceso de hacer una película. LaBute lleva a Soderbergh a hablar de acercamientos invertidos, tomas con dolly, cómo los actores tienen diversas expectativas del director, la diferencia entre robar de una película que se admira y hacerle un homenaje, grabar fuera de secuencia, cómo cambia el papel del director a medida que su éxito (y su presupuesto) crece, y otros tópicos de cine.

## Derechos
Ya que la película fue lanzada en Estados Unidos y Canadá, los derechos de televisión y de teatro fueron adquiridos por Miramax Films antes de la adquisición de The Walt Disney Company. Sony Pictures Home Entertainment, que financió la película mediante una pre-compra, tiene los derechos de publicarla en medios caseros (por ejemplo, DVD o Blu-ray Disc) en los Estados Unidos.

## En la cultura popular
Muchos titulares de periódicos, tráileres de televisión, títulos de episodios, etc. han jugado con el título de la película, usualmente en la forma de sexo, mentiras, y otra cosa o algo, algo y video. Este fenómeno ha cobrado vida propia, más allá del impacto mismo de la película.
- The Apprentice tiene un episodio de la primera temporada llamado "Sex, Lies and Altitude".
- Boy Meets World tiene un episodio llamado "Wake Up, Little Cory"; en el episodio el nombre del proyecto de Cory y Topanga es "Sex, Lies, and Videotape".
- Dexter tiene un episodio llamado "Dex, Lies, and Videotape".
- Family Matters tiene un episodio llamado "Food, Lies, and Videotape".
- CSI: Crime Scene Investigationtiene un episodio llamado "Sex, Lies, and Larvae".
- CSI: NY tiene un episodio llamado "Sex, Lies, and Silicone".
- Dawson's Creek tiene un episodio llamado "Text, Lies, and Videotape".
- Goof Troop tiene un episodio llamado "Wrecks, Lies, & Videotape".
- Less Than Perfect tiene un episodio final llamado "Sex, Lies, and Office Supplies".
- Lois & Clark: The New Adventures of Superman tiene un episodio llamado "Sex, Lies, and Videotape".
- Martin tiene un episodio llamado "Checks, Lies, and Videotape".
- Northern Exposure tiene un episodio llamado "Sex, Lies, and Ed's Tape".
- Roswell tiene un episodio llamado "Tess, Lies, and Videotape".
- La BBC tiene un programa llamado Sex, Lice and Videotape.
- Murray Torkildsen publicó un álbum llamado Sex, Lies, and Videogames.
- Tripping the Rift tiene un episodio llamado "Six, Lies, and Videotape".
- South of Nowhere tiene un episodio llamado "Love, Child, and Videotape".
- The Simpsons tiene un episodio llamado "Sex, Pies and Idiot Scrapes".
- The Spooktacular New Adventures of Casper tiene un episodio llamado "Spooks, Lies, and Videotape".
- Who's Counting? Marilyn Waring on Sex, Lies and Global Economics.
- Will & Grace tiene un episodio llamado "Sex, Losers, and Videotape".
- En X-Men Serie Animada El episodio 19 de la Cuarta Temporada se llama: Weapon X, Lies, & Videotape.
- The Ultimates 3 "Sex, Lies, & DVD".

Otras referencias:
- El artista casero Deadmau5 tiene una pista llamada "Sex, Lies, Audiotape" en su álbum At Play.
- La pista "Too Hot" Coolio menciona "sex, lies, and videotape".
- La pista "Jesus Walks" de Kanye West menciona a sex, lies, and videotape.
- La pista Come Together" de Primal Scream en el álbum Screamadelica presenta una muestra de MacDowell diciendo "That's beautiful... That's really beautiful".
- El grupo de Drum and bass Evol Intent tiene una canción "Death, Lies, and Videotape" en su álbum Era of Diversion (2008).
- La pista 10 del álbum stand-up del comediante Eugene Mirman, God is a Twelve Year Old Boy With Aspergers, se titula "Sex, ??? Airlies And Videotape: A Three-Part Radio Play Very Based on a True Story".
- El grupo de rock macedonio Totalno Opushtanje grabó una pista llamada "Seks, lagi i video kaseti" en su álbum de 2012, "Vaka treba da se". Es la segunda pista.